# 宋子文
宋 子文（そう しぶん、1894年〈光緒20年11月7日〉12月4日 - 1971年4月25日）は、中華民国の政治家・実業家。元行政院長。
宋家三姉妹として知られる宋靄齢・宋慶齢・宋美齢は、実の姉妹である（三姉妹はそれぞれ孔祥熙・孫文・蔣介石と結婚した）。

## 出自
父の宋嘉澍は海南島出身で、聖書の出版などを通じて富を得た実業家であった。両親の考えから宋子文は上海聖ヨハネ大学に学んだ。その後1912年に渡米し、ハーバード大学に入学して経済学を専攻し、1915年に経済学修士。同年にコロンビア大学に入学し、経済学博士を取得した。コロンビア大学時代にはニューヨークにて銀行員として勤務していた。

## 孫文の国民政府へ
1917年に帰国した宋子文は、漢冶萍公司秘書や華義銀行総経理を務めた。もともと父の宋嘉澍が孫文の支持者であった上、孫文と結婚していた姉の宋慶齢の推薦により、1923年に孫文により広東に招かれた。広東の国民政府では両広塩務稽核所経理や広州中央銀行行長として、財政改良を担当した。孫文の死後は国民政府財政部長に就任し、また広東省財政庁長を兼任して政府の財政統一を進めた。この間、国民政府の収入は1924年の約798万元から1927年には約1億876万元へと急増している。国民党の北伐成功後は、国民政府委員や財政部長、中央銀行総裁といった職を歴任する南京国民政府の重鎮となる。

## 南京国民政府時代
宋子文は南京国民政府では財政、経済開発方面で活躍した。財政部長としては1930年、1933年の関税協定改定を進めた。当時の中国は関税自主権がなく、中国は輸入品目に対し低い関税率しかかけられなかったが、列強との改定交渉の結果、一部では関税率上昇を得た。また塩税の統一(『宋子文伝』30-33)や1931年の釐金の廃止に力を振るい、国民政府の財政強化を図った。また上海に中央銀行（広州時代の中央銀行とは異なる）を設立して、自ら総裁となった。幣制統一政策としての廃両改元は中途で宋が財政部長を辞したため、後任の孔祥熙に引き継がれた。
1931年9月18日に柳条湖事件が勃発。当時行政院副院長だった宋子文は、早速翌日の9月19日午前、駐華公使重光葵と会談した。その会談において日中直接交渉方針が合意された。
宋子文の政策の根底には対英米協調があり、その一方で日本に対しては非妥協的な面が強かったとも言われる。1933年に国民政府が対日妥協へと政策を取る中で、宋は財政部長を辞職した。政府内で汪兆銘らの親日派が勢力を得る中で、宋は欧米との借款交渉で大きな成果を挙げられず、政府内で支持を得られなくなったことが背景と言われている。
財政部長辞職後も、宋子文は全国経済委員会で実権を持ち、国内の交通、農業などの開発を進めた。一方でこの時期には、中国の産業における官僚資本の占める割合が増大していったともされる。その他にも、宋は中国建設銀公司や中国銀行を設立し、こうした企業を通じて中国経済界への自らの影響を強めたとされる。
1937年の日中戦争勃発後、宋子文は対中支援を訴えるためアメリカに赴き、アメリカからの支援を取り付ける役を果たした。これにより太平洋戦争開戦前には数回に渡る資金援助の他に、1941年には空軍戦力の提供（いわゆるフライングタイガーズ）をアメリカから受けている。1941年12月の日米開戦直後に宋は外交部長となり、アメリカや連合国との交渉役を務めた。終戦の直前には行政院長となっている。
宋子文は1945年7月にモスクワで、ソビエト連邦のヨシフ・スターリンと中ソ友好同盟条約の締結のための交渉に当たった。ヤルタ会談の密約に基づいて満洲の日本の権益委譲と外蒙古（モンゴル人民共和国）の独立承認を求めるスターリンに宋子文（と本国の蔣介石）は抵抗し、外モンゴルの独立を認める代わりに、ソ連による中国共産党の不支持と旅順や大連港、中東鉄道・南満洲鉄道の中ソ共同利用における中国側の管理権・所有権の確認を求めた。ポツダム会談のため交渉は中断し、8月8日に中ソ会談は再開された。スターリンは多少の譲歩を示したが、ソ連側は満州への軍事侵攻で優位な立場となっており、蔣介石の指示により8月14日に条約とそれに付随する諸協定が締結された。

## 国共内戦期の失権と晩年
日中戦争が中国の勝利で終わった後、宋子文は中国各地に残された敵産接収を担当した。しかし接収の際は権力者による略奪を防ぐことはできず、宋を含む四大家族が管理する企業に資産が集中したとも言われる。戦後の国民政府が日中戦争期の多額の出費や第二次国共内戦を控えた社会混乱、更には自由貿易政策やハイパーインフレによる経済混乱といった問題を抱える中、宋は適切な政策をとらなかったとして批判を受けた。国共内戦再開後の1947年2月には傅斯年が『世紀評論』上で「這個様子的宋子文非走不可」という弾劾論を発表し、これがきっかけとなり宋子文は3月に行政院長を辞職した。
1947年10月からは広東省政府主席となったが、ここでも経済混乱は収束させられず、逆に官僚資本を通じて暴利を貪ったとの批判もある。1949年、長江を越えて広東に人民解放軍が迫る中、宋子文は香港へ、さらに6月にアメリカ合衆国・ニューヨークへと逃れた。以降は台湾の中華民国政府側からの台湾「復帰」要請にも応えず、1963年に僅かの間、台湾を訪れたのみであった。1971年、サンフランシスコを訪問中に客死した。
また宋子文・蔣介石・孔祥熙・陳果夫はいわゆる四大家族として国民政府期の中国の政治経済を牛耳る存在であった。
蒋介石の面と向かっての評価は「一生の間あなたと掛け合ったことはすべて損する商売」という。宋子文の返事は伝わらない。

## 宋子文が描かれている作品
- 『宋家王朝　中国の富と権力を支配した一族の物語』ISBN 978-4-00-603196-1　スターリング・シーグレーブ著　田畑光永訳
アメリカにわたり教育を受け帰国後に財を成した宋子文の父宋嘉樹の生い立ちから始め、辛亥革命以降の激動の時代の主役であった宋子文と宋靄齢、宋慶齢、宋美齢ら宋一族の興亡を描く。
- 『小説集　カレンシー・レボリューション』ISBN 978-4-434-23263-3　大薗治夫著
若き宋子文の、姉宋慶齢の国民党左派を離れ蒋介石率いる右派に身を投じるまでの心の葛藤を描いた『ステーツマン』、重光葵も巻き込まれた1931年宋子文暗殺未遂事件の謎を解く『上海ノース・ステーション』、宋子文が設計した1935年中国幣制改革を描く『カレンシー・レボリューション』から構成される小説集。